# Martha Fiennes
Martha Maria Twisleton-Wykeham-Fiennes (* 5. Februar 1964 in London) ist eine britische Regisseurin, Autorin und Filmproduzentin.
Martha Fiennes schuf eine große Anzahl von Musikvideos, ist aber am bekanntesten durch die Regiearbeit ihrer Filme Onegin von 1999 und Chromophobia aus dem Jahr 2005. Sie ist auch die Produzentin des 2004 erschienenen Filmes Ten Days to D-Day.

## Leben und Familie
Martha ist die Tochter des Fotografen Mark Fiennes (1933–2004) und der Schriftstellerin Jennifer Lash (1938–1993). Ihre Geschwister sind die Schauspieler Ralph und Joseph Fiennes, der Komponist und Musik-Produzent Magnus Fiennes, der Förster und Umweltschützer Jacob Fiennes sowie die Filmemacherin Sophie Fiennes. Als Pflegebruder wuchs der Archäologe Michael Emery mit ihnen auf. Der weitverzweigten Adelsfamilie Twisleton-Wykeham-Fiennes gehört auch der Forscher und Abenteurer Sir Ranulph Fiennes an.
Martha Fiennes war mit dem Regisseur George Tiffin verheiratet, mit dem sie drei Kinder hat. Ihr Sohn Hero Fiennes Tiffin wurde im November 2007 ausgewählt, in dem Film Harry Potter und der Halbblutprinz die Rolle des jungen Lord Voldemort zu spielen. Ihre Tochter Mercy Fiennes Tiffin verkörperte 2008 in dem Film Die Herzogin die junge Georgiana.

## Auszeichnungen und Nominierungen
- 1999: Tokyo International Film Festival: Beste Regie, für Onegin
- 2000: London Film Critics Award: British Newcomer of the Year, für Onegin
- 2000: BAFTA Awards, Alexander Korda Award für Bester britischer Film, für Onegin (Nominierung)